# 宗愛
宗 愛（そう あい、生年不詳 - 452年）は、北魏の宦官。太武帝を殺害して拓跋余を擁立したが、文成帝即位後に処刑された。

## 経歴
宗愛の出身は知られていない。罪をえて宦官となり、低位の官職を歴任して中常侍に上った。451年（正平元年）1月、太武帝が長江の上で群臣と会すると、宗愛は秦郡公に封じられた。
宗愛には不法の事が多く、皇太子の拓跋晃は宗愛を憎んでいた。宗愛は皇太子派との対立を深め、東宮給事の仇尼道盛や侍郎の任平城らを誣告して、死に追いやった。まもなく拓跋晃は憂憤のうちに若くして死去した。太武帝は拓跋晃の死を悼み、宗愛は処断を恐れて、弑逆を計画した。
452年（正平2年）2月、宗愛は太武帝を殺害した。尚書左僕射の蘭延や侍中の和疋・薛提らは事件を伏せて喪を発しなかった。太武帝の嫡孫の拓跋濬がまだ幼かったため、蘭延らは太武帝の子のうちで年長だった東平王拓跋翰を立てようとした。宗愛は以前から協力関係にあった南安王拓跋余を迎えた。宗愛は赫連皇后の令と偽って蘭延らを召しだし、宦官30人に命じて宮中で待ち伏せさせ、蘭延らを捕縛すると、殿堂で斬り殺した。また拓跋翰を捕らえて、永巷で殺害した。宗愛は拓跋余により大司馬・大将軍・太師・都督中外諸軍事に任じられ、中秘書を兼ね、馮翊王に封じられた。
宗愛は拓跋余を皇帝に擁立すると、北魏の三省と禁軍を掌握して、朝政を専断した。やがて拓跋余は宗愛を疑うようになり、その権力を剥奪しようと図った。同年の10月、宗愛は小黄門の賈周らに命じて東廟で拓跋余を殺害させた。拓跋濬（文成帝）が即位すると、まもなく宗愛と賈周は宿衛に捕縛され、五刑すべてを施されたうえ、族誅された。

## 伝記資料
- 『魏書』巻94 列伝第82
- 『北史』巻92 列伝第80